# Jung Ga-ram
Jung Ga-ram (en hangul, 정가람; nacido el 23 de febrero de 1993), es un actor y modelo surcoreano, más conocido por su papel en Love Alarm.

## Carrera
Aunque debutó en 2011, se dio a conocer en 2016 gracias a su actuación en la película 4th place con el papel de un joven nadador, con la que ganó el premio a mejor actor revelación tanto en los 53.os Premios Grand Bell como en los 8.º Premios KOFRA Film.
En 2019 interpretó el papel de un joven ladrón de cajas fuertes asociado con el policía corrupto protagonista de Jo Pil-ho: el despertar de la ira.
El 22 de agosto de 2019 se unió al elenco de la serie Love Alarm, donde dio vida a Lee Hee-young, hasta el final de la segunda temporada de la serie el 12 de marzo de 2021.
Tras interrumpir su carrera para cumplir con el servicio militar entre octubre de 2020 y abril de 2022, Jung eligió como primer papel para reanudarla el de Jong-hyun, un guardia de seguridad que trabaja en un banco, en la serie de jTBC El interés del amor.

## Filmografía

### Películas
| Año  | Título                            | Papel              | Ref.          |
| ---- | --------------------------------- | ------------------ | ------------- |
| 2016 | 4th Place                         | Kwang-soo de joven | [ 2 ]         |
| 2017 | The Poet and the Boy              | Se-yun             | [ 10 ]        |
| 2018 | Believer                          | Dong-woo           | [ 11 ]        |
| 2019 | Jo Pil-ho: el despertar de la ira | Han Ki-chul        | [ 5 ]         |
| 2019 | The Odd Family: Zombie On Sale    | Jjong-bi           | [ 12 ] [ 13 ] |
| 2020 | Nido de víboras                   | Jin-tae            | [ 14 ] [ 15 ] |
| 2020 | Investigation Trip                | Joong-ho           | [ 16 ]        |

### Series de televisión
| Año     | Título                                 | Papel             | Canal     | Notas                      | Ref.          |
| ------- | -------------------------------------- | ----------------- | --------- | -------------------------- | ------------- |
| 2011    | High Kick: Revenge of the Short Legged |                   | MBC       |                            |               |
| 2012    | Standby                                | Jung Ga-ram       | MBC       |                            |               |
| 2013    | Nail Shop Paris                        |                   | MBC QueeN |                            |               |
| 2013    | Herederos                              | Estudiante        | SBS       | Cameo                      |               |
| 2015    | Lo escuché sobre la vid                | Sung Min-jae      | SBS       |                            | [ 17 ]        |
| 2017    | Binggoo                                | Jang Cha-da       | MBC       | 1 episodio                 | [ 18 ]        |
| 2018    | Mistress                               | Sun-ho            | OCN       |                            | [ 19 ]        |
| 2019    | Love Alarm 1                           | Lee Hye-young     | Netflix   | Serie web                  | [ 20 ]        |
| 2019    | Cuando la camelia florece              | Pil-goo de adulto | KBS2      | Cameo, ep. 18, 20, 36 y 40 |               |
| 2021    | Love Alarm 2                           | Lee Hye-young     | Netflix   | Serie web                  | [ 7 ] [ 8 ]   |
| 2022-23 | El interés del amor                    | Jung Jong-hyun    | jTBC      |                            | [ 21 ]        |
| 2024    | Gangnam, bajos fondos                  | Noh Jun-seo       | Disney+   | Serie web                  | [ 22 ] [ 23 ] |
| 2025    | Querido Hongrang                       | Mu-jin            | Netflix   | Serie web                  | [ 24 ] [ 25 ] |

### Programas de TV
- Final Adventure (MBC, 2013)

### Anuncios
- Pizza Hut
- Outback

## Premios y candidaturas
| Año  | Premio                      | Categoría              | Papel                | Resultado | Ref.   |
| ---- | --------------------------- | ---------------------- | -------------------- | --------- | ------ |
| 2016 | 53rd Grand Bell Awards      | Mejor actor revelación | 4th Place            | Ganador   | [ 3 ]  |
| 2017 | 8th KOFRA Film Awards       | Mejor actor revelación | 4th Place            | Ganador   | [ 4 ]  |
| 2018 | 5th Wildflower Film Awards  | Mejor actor revelación | The Poet and the Boy | Candidato | [ 26 ] |
| 2018 | 23rd Chunsa Film Art Awards | Mejor actor revelación | The Poet and the Boy | Candidato | [ 27 ] |
| 2018 | 55th Grand Bell Awards      | Mejor actor revelación | The Poet and the Boy | Candidato | [ 28 ] |